# Šeštokai
Šeštokai (polnisch Szostaków, auch Szestoki; deutsch früher Schestoken) ist ein Städtchen (miestelis) im gleichnamigen Gemeindeteil der Rajongemeinde Lazdijai im Bezirk Alytus in der Landschaft Dzūkija in Litauen. Im Jahr 2011 zählt das Städtchen 686 Einwohner.

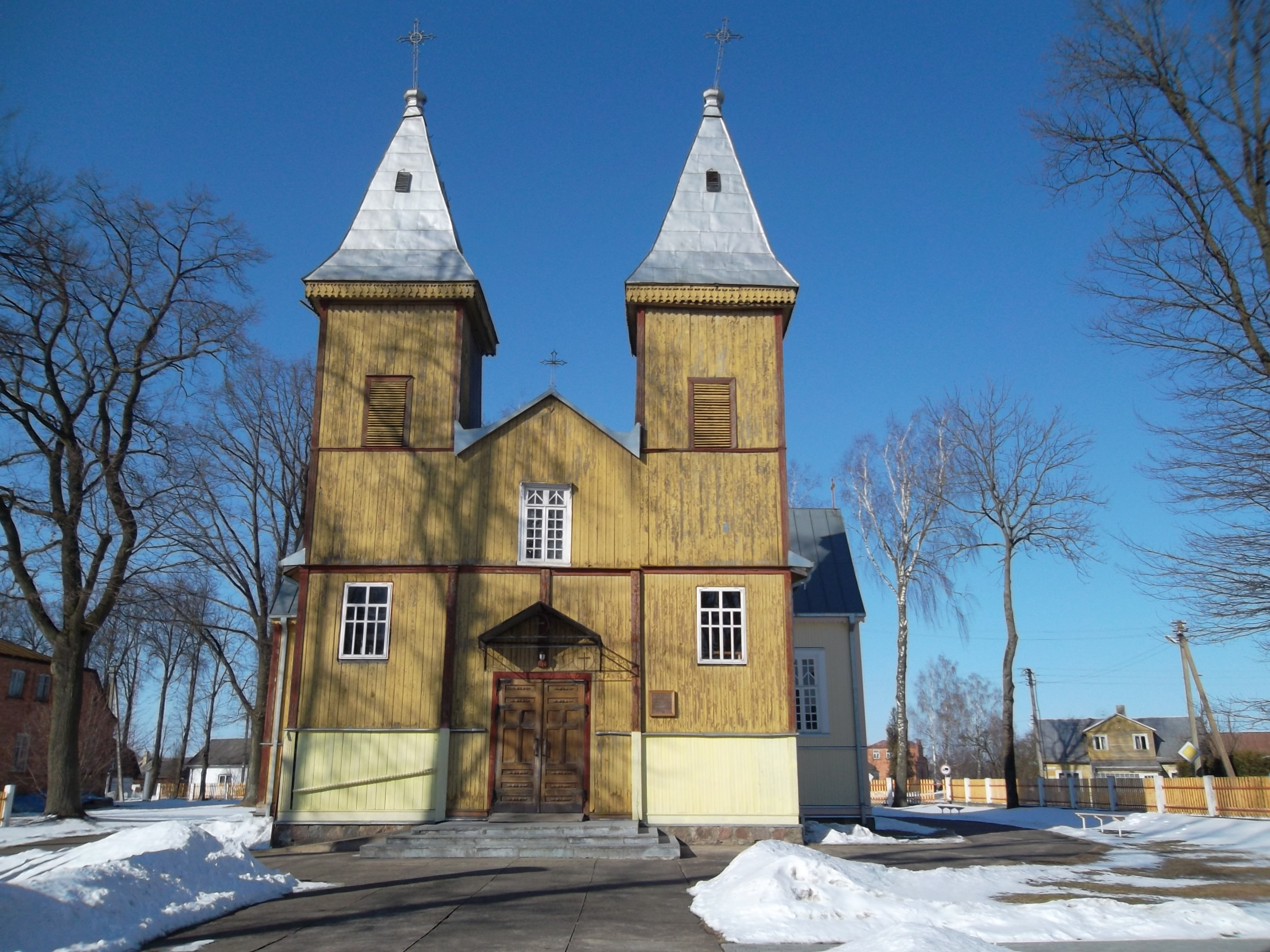
Katholische Kirche der Jungfrau Maria, erbaut 1922–1924

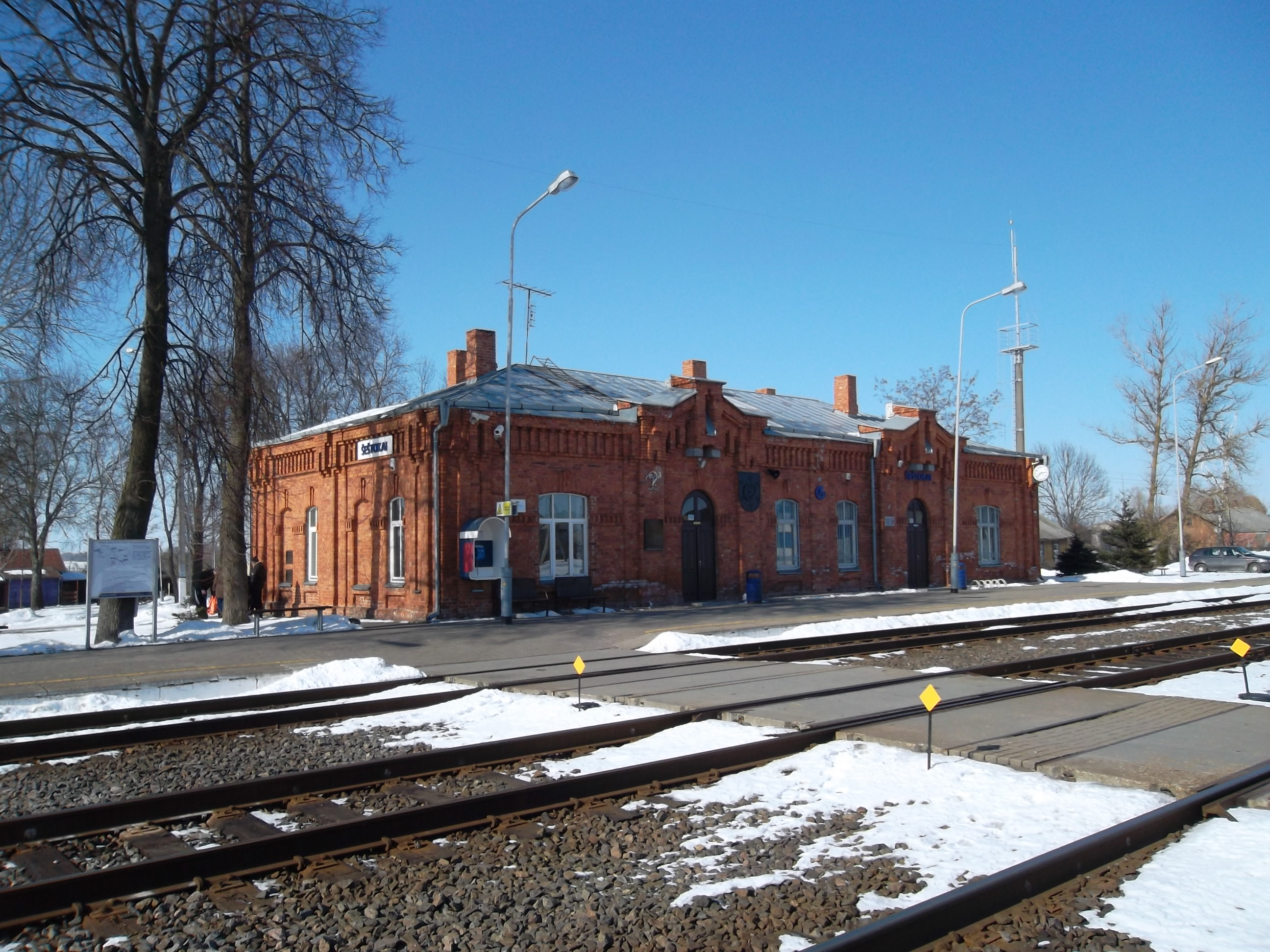
Bahnhof Šeštokai

Šeštokai liegt an der polnischen Grenze südlich von Kalvarija und Marijampolė und westlich von Alytus.

## Museen
- Museum „Prano Dzuko sodyba“
- Museum der Mittelschule in Rudamina

## Verkehr und Infrastruktur
Der Bahnhof Šeštokai liegt an der einzigen Eisenbahnverbindung zwischen Litauen und Polen. In östliche Richtung zweigt eine Bahnstrecke nach Alytus ab. Durch Šeštokai führt keine Nationalstraße.

## Söhne und Töchter der Gemeinde
- Petras Cidzikas (1944–2019), Dissident